# Mindszenti temető
A Mindszenti temető a mai Miskolc központinak mondható pontján helyezkedik el, noha valamikor a város határán, sőt azon kívül volt, az egykor önálló Mindszenthez tartozott. A történelem folyamán a temetőben több vallási felekezet hívei temetkeztek, majd kialakult a római katolikus és az evangélikus temetkezés rendszere. A Mindszenti temetőben egymás mellett, de elkülönülten e két felekezethez tartozó temető helyezkedik el. Mindkét temetőben több neves személy, illetve család sírja található. A temetőt a Miskolcon átvezető 3. számú út építése kettészelte, így az út keleti oldalán is található egy temetői terület.

## A temető keletkezése
A miskolci Mindszenti templom az egykor, 1724 és 1880 között önálló község területén épült. A helyén előbb egy kápolna állt, amelynek a létéről 1507-ből vannak források. A kápolna helyén később templom épült, majd – ugyanazon a helyen – 1724-ben vagy 1728-ban kezdődött a mai templom építése. Arról, hogy a mai mindszenti temető mikor jött létre, illetve hogy mikor kezdték ott a temetkezést, nincs pontos adat. A temető a történelem folyamán is Miskolc területén feküdt, de a halottak nyilvántartását a mindszenti lelkészi hivatalban vezették, ugyanakkor a mindszentieken kívül a miskolci katolikusok is ide temetkeztek. Az első nyilvántartási adatok 1717-ben születtek, de az akkori lelkész, Dessewffy Elek csak a születéseket vezette, a „holtak könyvét” Gányi Ferenc plébános kezdte írni az 1720-as évek második felében. 1726 és 1782 között a miskolci ortodox vallásúak is ide temetkeztek. Erről az első bejegyzés 1726. május 15-én született Theodosziosz szerzetespap tollából. 1726 után már a „kálvinista temetőt” használták, de néha ezután is temetkeztek ide, főleg a temető keleti, az 1970-es években épített út másik oldalán fekvő részén.
A temetőt többször is bezárták, mert megtelt, a 20. században például 1920-ban és 1976-ban. Rövid idő múlva azonban mindig megnyitották, és ma is működik. A mindszenti temető tulajdonképpen két részből áll: a római katolikus és az evangélikus temető területéből.

### Római katolikus temető
Ez a temető Miskolc legkedveltebb temetkezési helye. Nagy kiterjedésű sírkert, ahol számos nevezetes személy síremléke látható. A temető tornyos kápolnája 1885 után épült a főbejáratnál, az 1990-es években vele szemben új ravatalozót építettek. A temető legnevezetesebb síremlékei:
- Adler Károly Miskolc főmérnöke volt, és több jól ismert épületet tervezett a városban, például az Erzsébet kórházat, az Erzsébet fürdőt, vagy az Arany Szarvas Gyógyszertárat tartalmazó Erzsébet tér–Széchenyi utcai saroképületet.
- Bánhidy József (1888–1973) színművész (görög katolikus)
- Bársony János fekete gránit sírkövét a város emeltette, a jótékonykodásáról híres városi ügyész sírja fölé.
- Benke József színész, színházigazgató volt. Lánya Laborfalvi Róza, és ő indította el a színészi pályán Déryné Széppataki Rózát (aki Miskolc egy másik temetőjében nyugszik) is.
- id. Gerevich Aladár vívómester, „a miskolci vívósport atyamestere”,[6] Gerevich Aladár többszörös olimpiai bajnok apja. Rajta kívül családtagok is nyugszanak a sírban: fia, Emil (1912–1951), unokája, Ádám (1945–1948).
- Halmay Béla és Honti Béla, az após-vő rokoni kapcsolatban álló két politikus Miskolc két jelentős polgármestere volt. Rajtuk kívül családtagok is nyugszanak a sírban.
- Legeza Ilona könyvtáros, irodalmár, számos könyvismertető szerzője; 2011-ben hunyt el, görög katolikus szertartás szerint temették el.
- Munkácsy Mihály szüleinek síremléke a bejárat közelében áll. A hatalmas gránit sírjelet a festő szülei, Lieb Mihály és Röck Cecília sírjára állította 1885-ben.
- A Piva család sírhelye Carlo Piva, a Miskolcon egykor rendkívül népszerű olasz cukrász családjának hamvait tartalmazza (maga Carlo Piva Milánóban nyugszik).
- A Somló színészdinasztia családi sírja. Somló Ferenc 1960-ban szerződött Miskolcra. Három gyermeke és nővére is játszott a Teátrumban. 2009-ben hunyt el.
- Soós Ferenc tanár, egyetemi adjunktus, túravezető (1935–2021).
- Tóth Dezső 1949-ben lett Miskolc polgármestere, majd 1950-től 1957 elejéig tanácselnök-helyettes volt.
- Zsilinszky Győző főerdőmérnök (1890–1979)

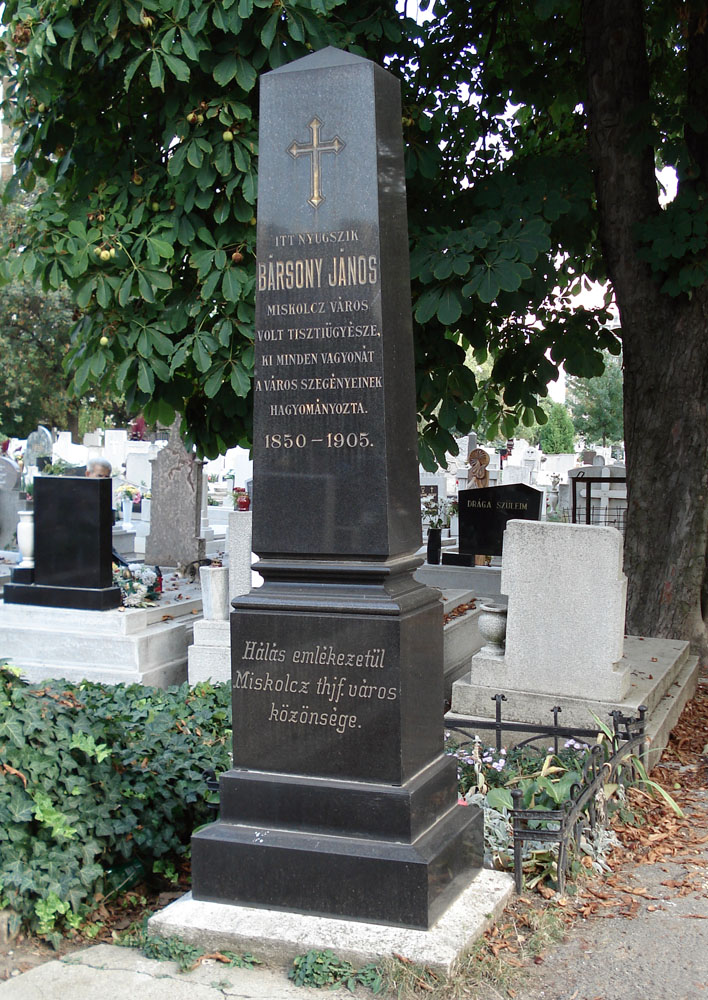
Bársony János síremléke
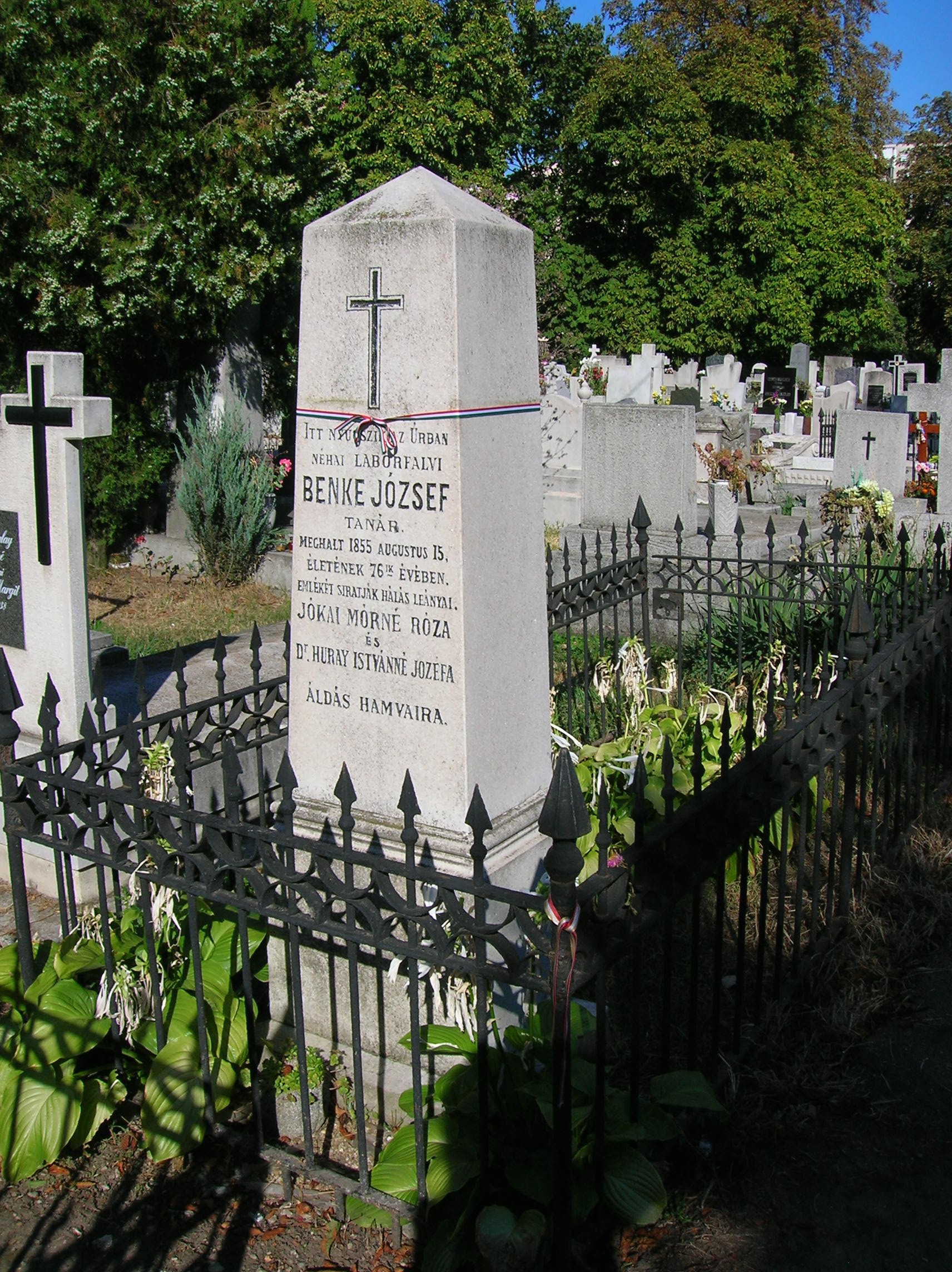
Benke József sírja
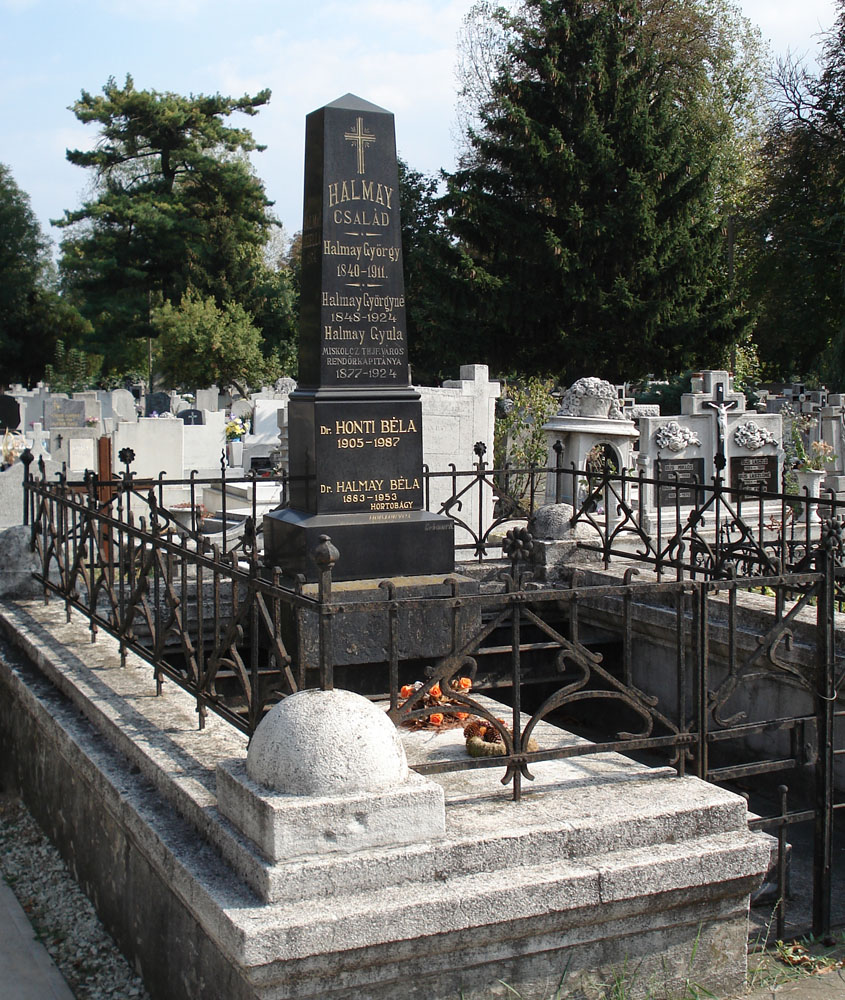
A Halmay-Honti család síremléke
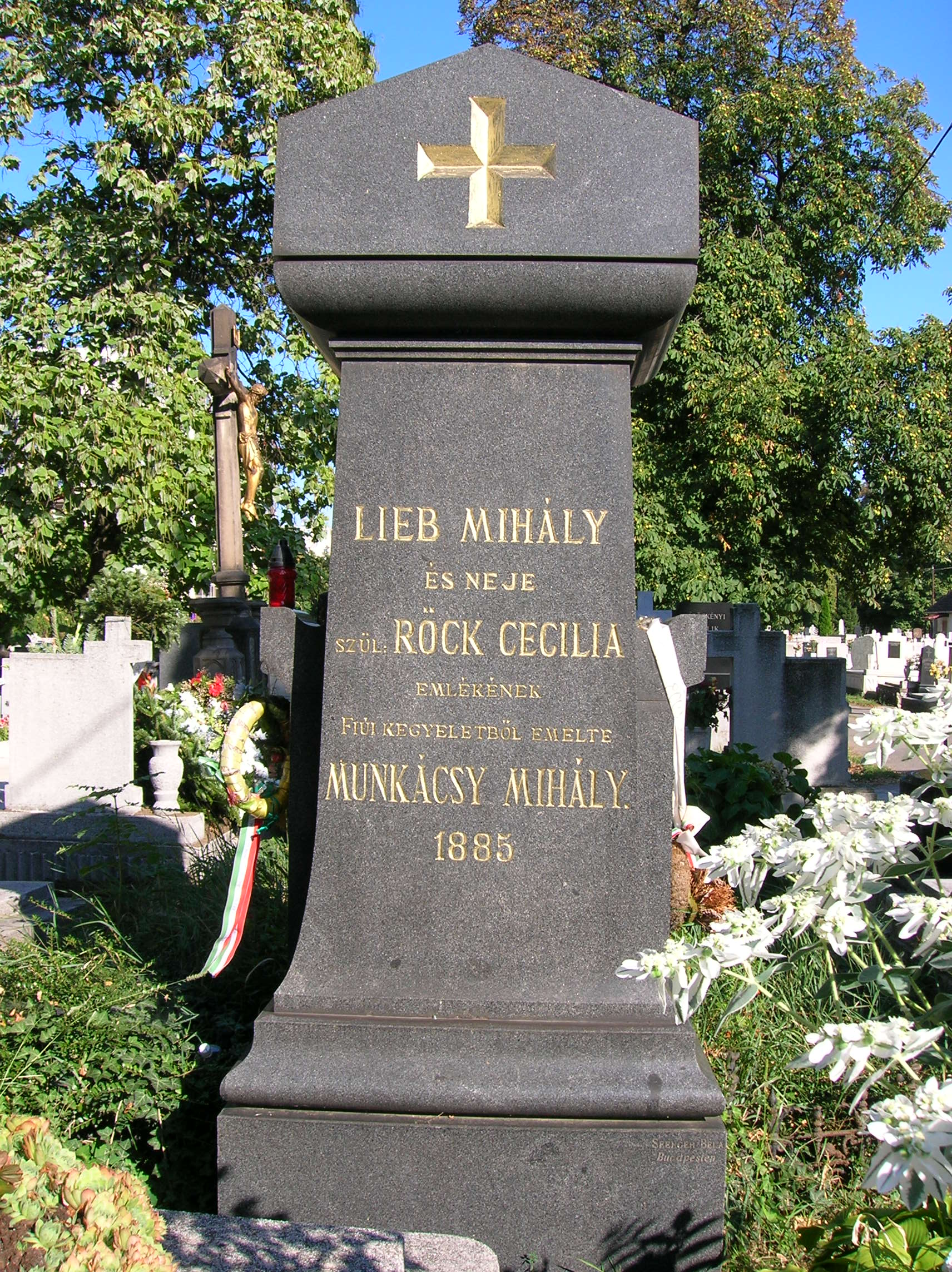
Munkácsy szüleinek síremléke
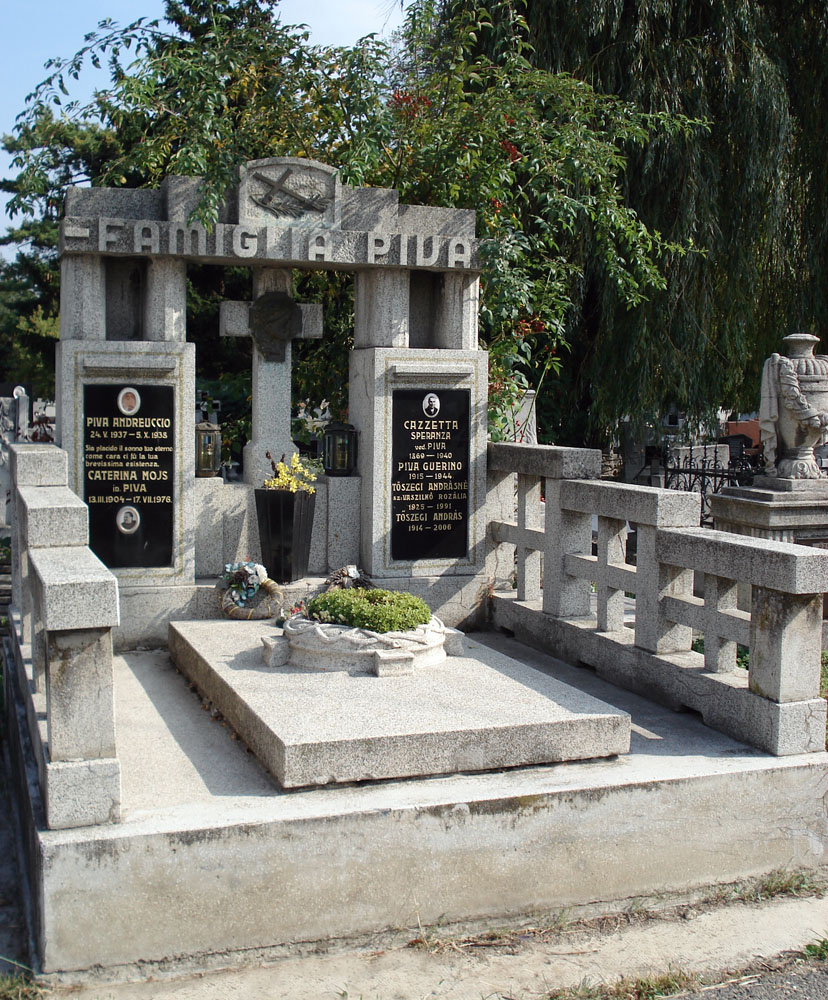
A Piva család síremléke
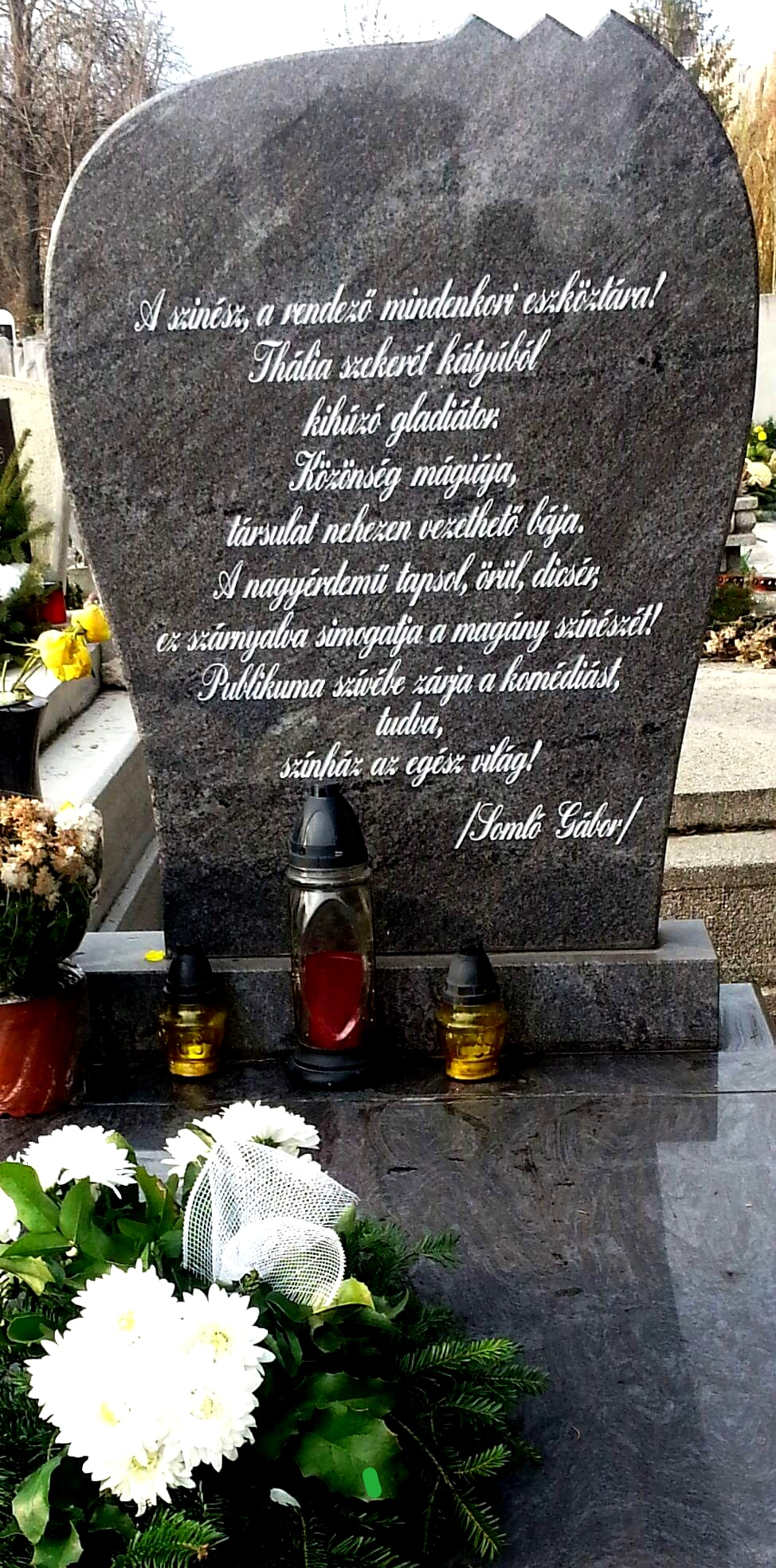
A Somló dinasztia sírja

### Evangélikus temető
Az evangélikus temető a római katolikus temető szomszédságában, attól délre terül el, itt van ravatalozó kápolnája is. A Király (akkor Vándor Sándor) út építésekor, amely a Miskolcon átvezető 3. számú út része volt, a temetőt kettévágták, így területének egy része az út keleti oldalán terül el. Nevezetesebb síremlékei:
- Csengey Gusztáv evangélikus teológus, tanár, költő
- Glós Károly ügyvéd, földbirtokos
- Henszelmann Aladár orvos
- Latkóczy Lajos festő
- Leszih Andor muzeológus, numizmatikus
- Lichtenstein József udvari tanácsos és fia
- Lichtenstein László főispán
- Soós Károly 1848-as honvéd
- Végvári Lajos művészettörténész
- Zelenka Pál evangélikus püspök, a főrendi ház tagja

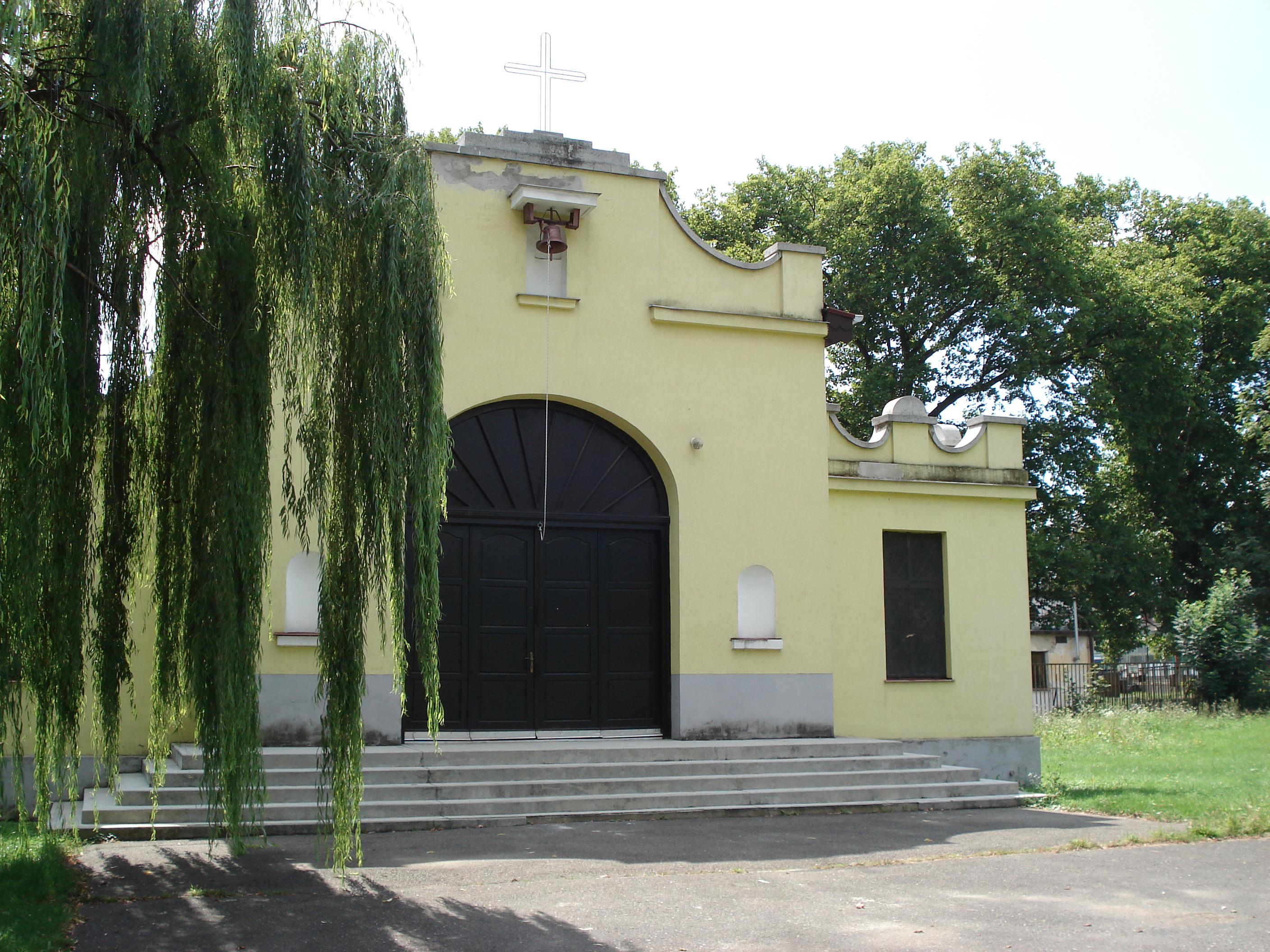
Az evangélikus temető kápolnája
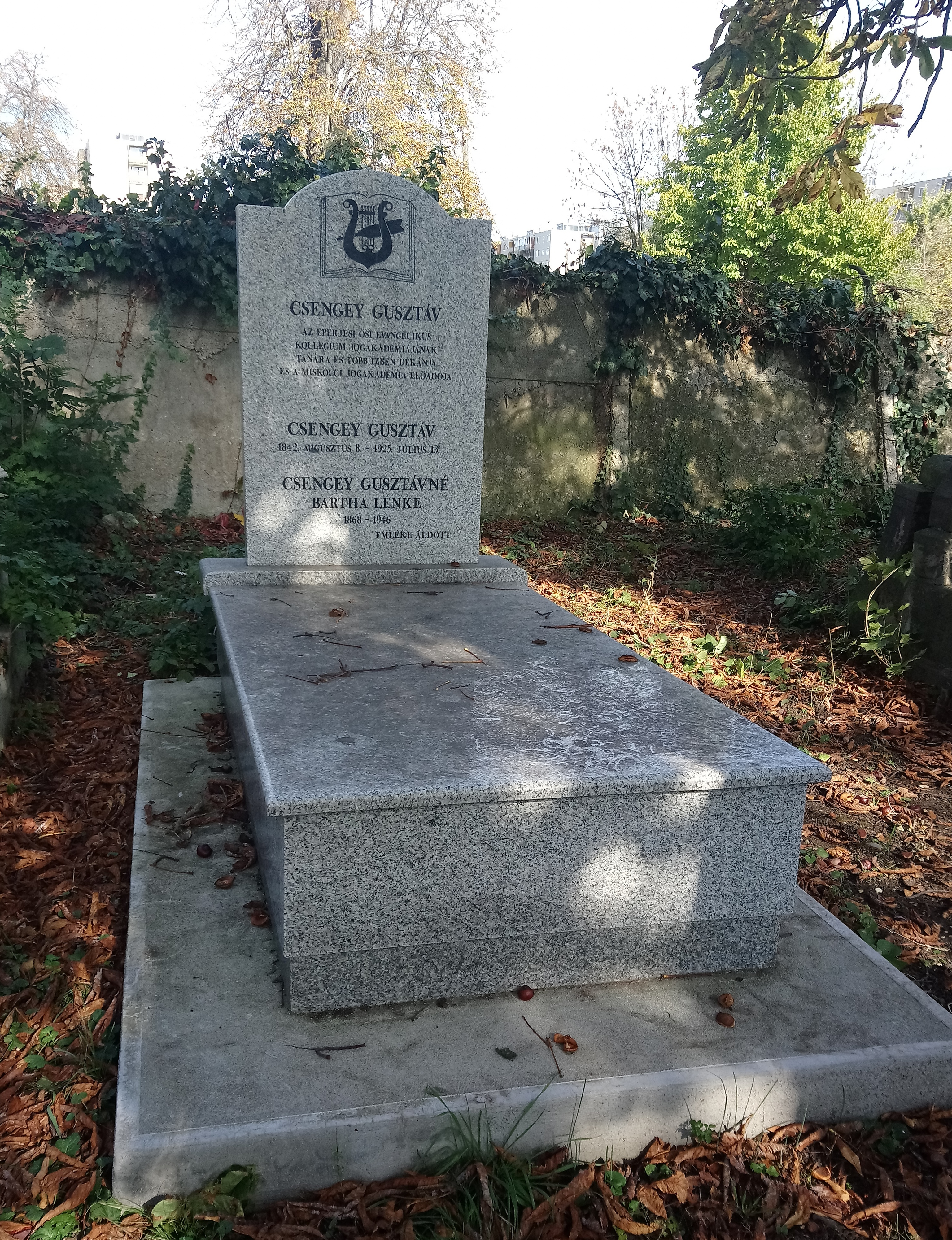
Csengey Gusztáv sírja
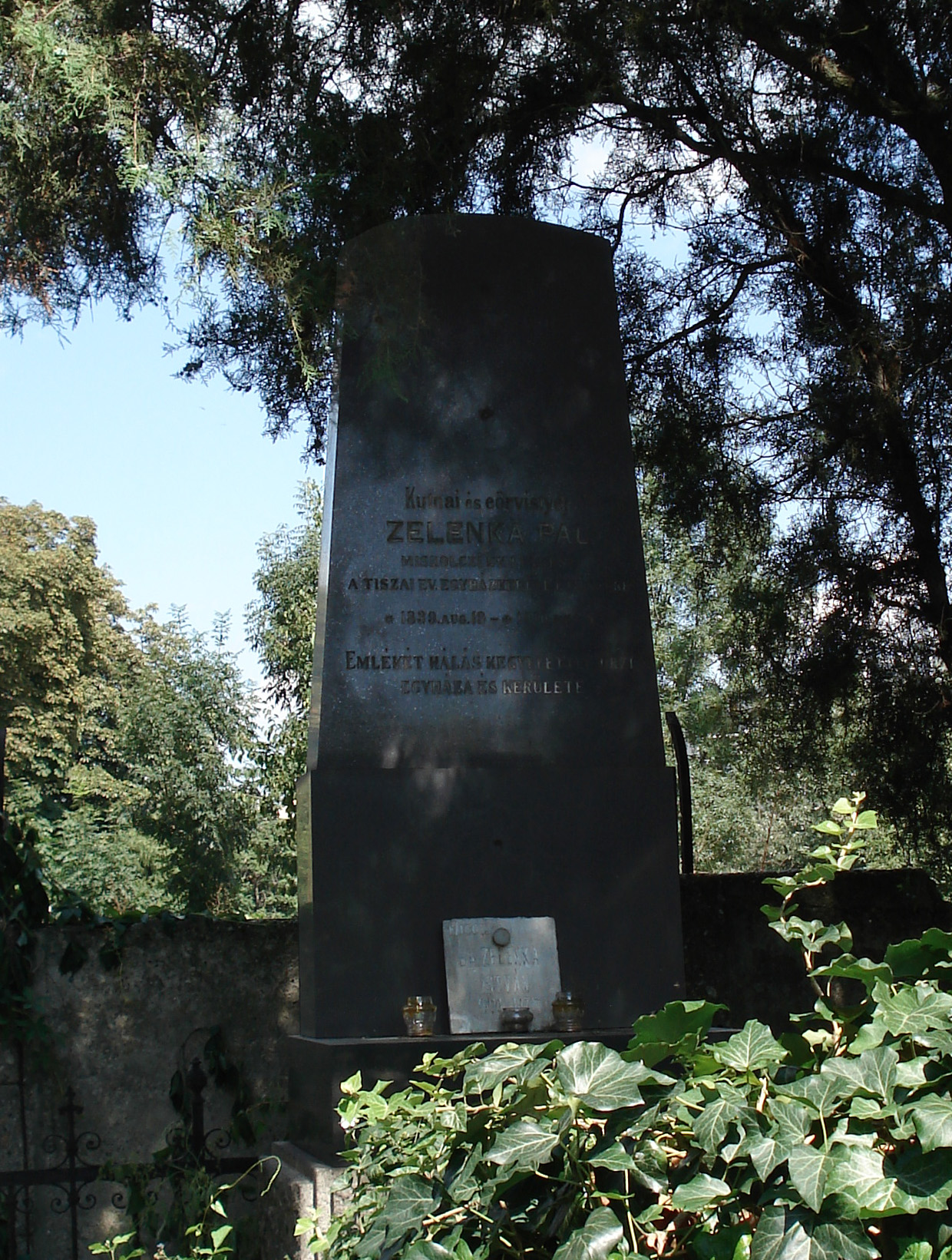
Zelenka Pál sírja
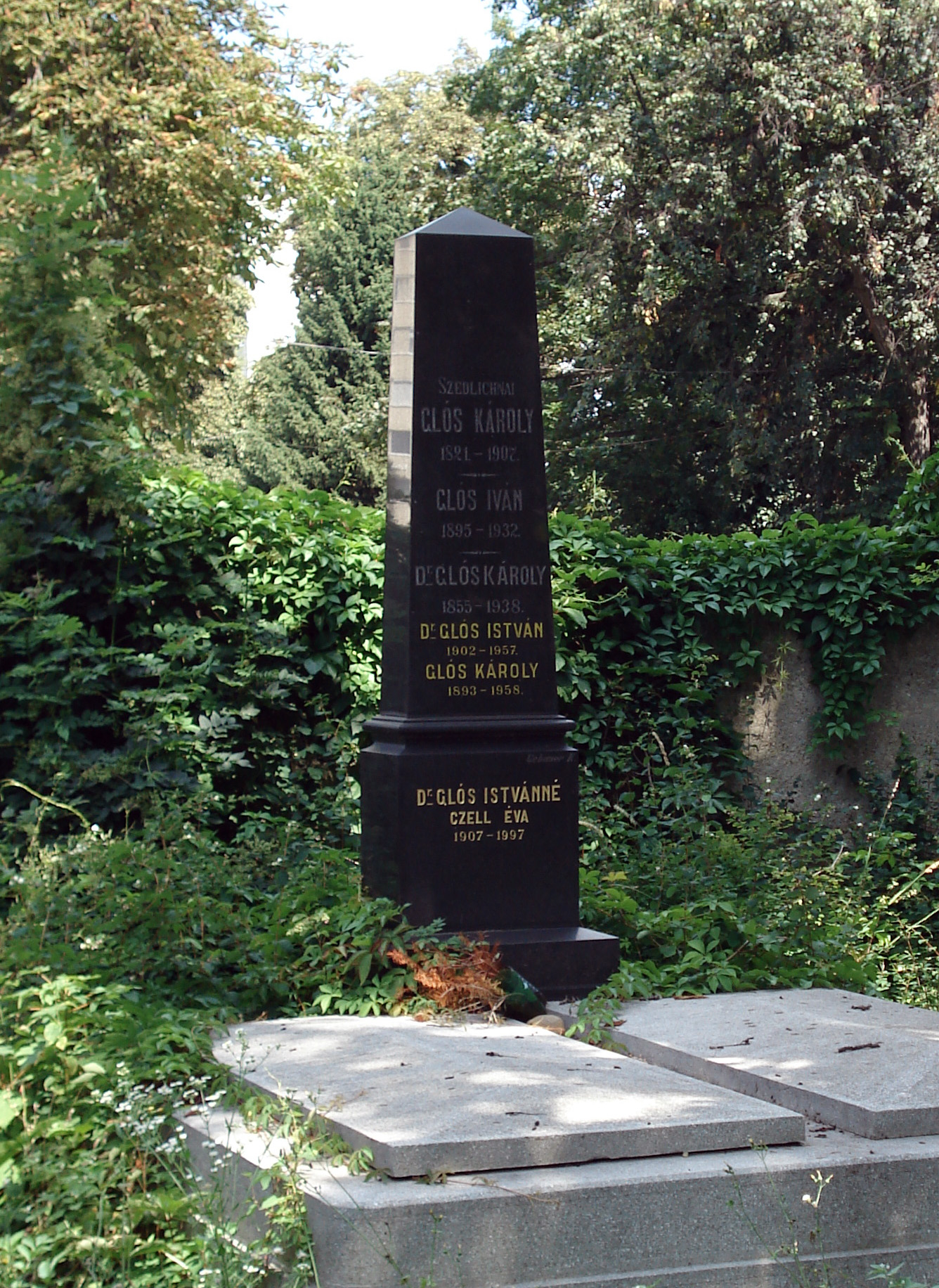
Glós Károly sírja
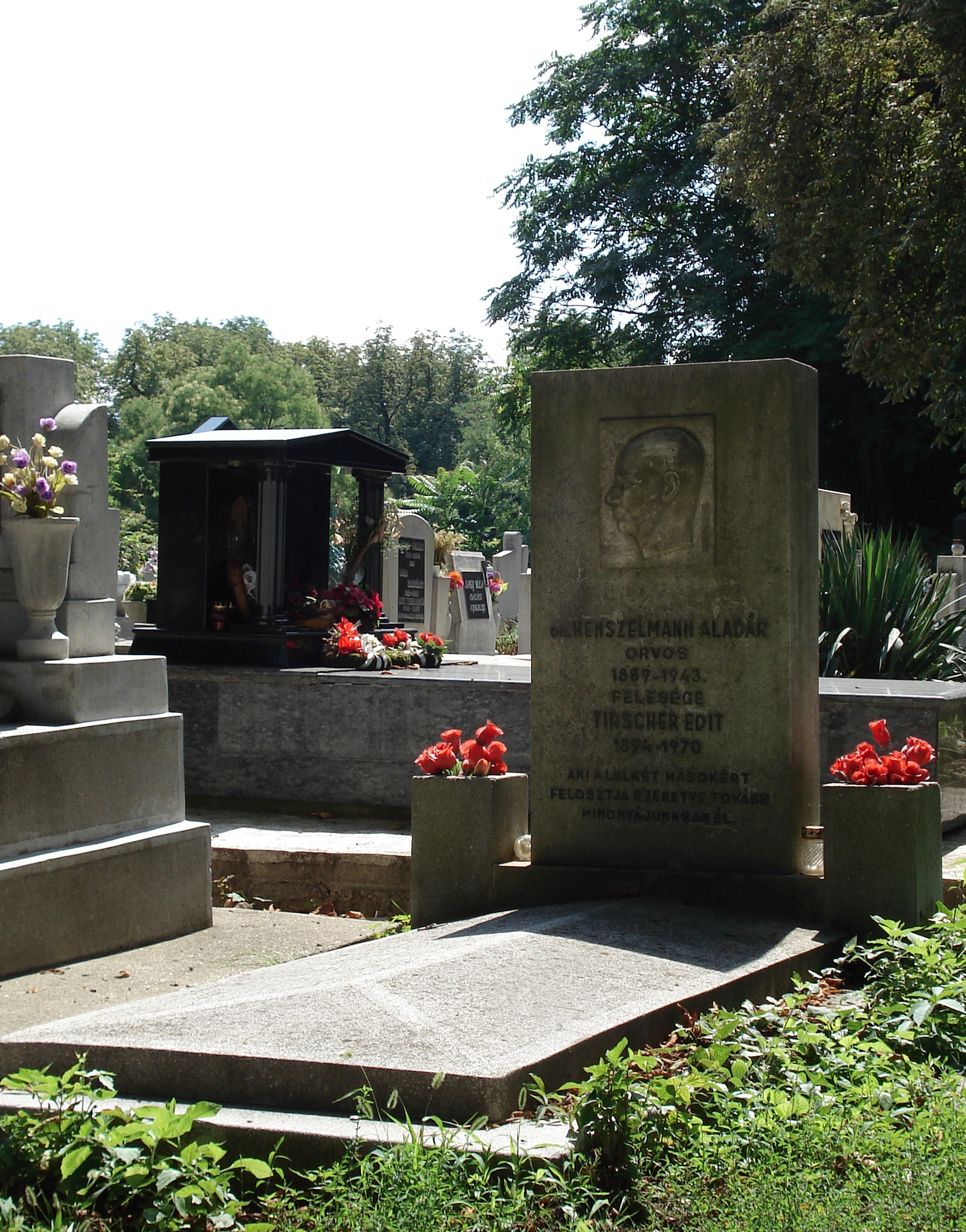
Henszelmann Aladár sírja